# Alberto Héber Usher
Alberto Héber Usher (Montevideo, 1 de mayo de 1918 - Ib., 19 de enero de 1981), apodado «Titito», fue un político uruguayo perteneciente al Partido Nacional que se desempeñó como presidente del Consejo Nacional de Gobierno entre 1966 y 1967. 

## Familia
Hijo de Alberto Gustavo Héber Uriarte (emparentado con el presbítero Dámaso Antonio Larrañaga y con el empresario Juan D. Jackson) y de Blanca Usher Conde. Sus abuelos paternos fueron Alberto Heber Jackson y Margarita Uriarte Olascoaga, quien después se casara en segundas nupcias con Luis Alberto de Herrera, lo que lo hizo medio primo del también político y expresidente Luis Alberto Lacalle.
Fue hermano del también político nacionalista Mario Heber.
Casado con Susana Füllgraff, tuvo dos hijos: su hijo mayor Alberto Mario Heber Füllgraff era técnico rural, y su hijo menor Arturo fue diputado por Florida a fines del siglo XX Tuvo varios nietos entre los que se encuentran: Alberto Heber, Clara Heber, Guillermo Santos Heber de Souza, etc.

## Carrera política

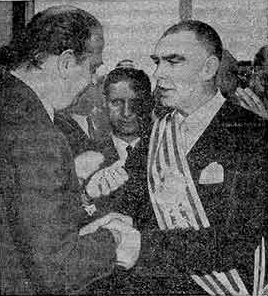
El presidente del Consejo Nacional de Gobierno Alberto Héber Usher saluda al nuevo presidente Óscar Diego Gestido, en marzo de 1967.

En su juventud estudió arquitectura y se desempeñó como corredor de Bolsa. En las elecciones generales de 1950 fue elegido diputado por el sector encabezado por Daniel Fernández Crespo, pero renunció a asumir la banca. En 1958, año en que el Partido Nacional ganó las elecciones por primera vez en casi cien años, fue elegido nuevamente diputado (en este caso electo por el departamento de Florida), banca que ahora sí desempeñó, entre 1959 y 1963.
En las elecciones generales de 1962 fue elegido para integrar el Consejo Nacional de Gobierno, en el cuarto lugar de la lista mayoritaria del Partido Nacional. Dada su ubicación en la lista ganadora, le correspondió presidir el cuerpo y ser, por ende, jefe de Estado, en marzo de 1966.
En las elecciones generales de 1966 fue candidato a la Presidencia de la República, en fórmula completada por Nicolás Storace Arrosa. Por este motivo debió solicitar licencia en la Presidencia del Consejo Nacional de Gobierno, siendo sustituido por Carlos María Penadés entre septiembre de 1966 y enero de 1967. Su candidatura presidencial fue derrotada, e incluso perdió internamente ante la que encabezaba Martín Echegoyen. 
Cinco años después, acompañó como candidato a la Vicepresidencia de la República al candidato presidencial Mario Aguerrondo. Tampoco en esa ocasión la fórmula que integraba obtuvo la mayoría, ni aun dentro del Partido Nacional, la que correspondió a Wilson Ferreira Aldunate.
Heber, que había ocupado la Presidencia del Directorio del Partido Nacional entre 1970 y 1971, fue proscripto por la dictadura militar, como casi todos los dirigentes políticos, en septiembre de 1976, por el Acto Institucional N.º 4. En consecuencia, pasó sus últimos años, durante el régimen militar, alejado de la actividad política.
Falleció en 1981, sus restos fueron sepultados en el Cementerio Central. Todos los años es homenajeado junto a su tumba.